# Krasica (Bakar)
Krasica je naselje u Hrvatskoj u općini Bakru. Nalazi se u Primorsko-goranskoj županiji.

## Zemljopis
Jugozapadno je Bakar, sjeverozapadno su Škrljevo i Kukuljanovo, jugoistočno su Praputnjak, Hreljin i Bakarac.

## Poznate osobe
- Lela Margitić, hrvatska glumica

## Stanovništvo
| broj stanovnika | 2229  | 1906  | 1718  | 1660  | 1472  | 1305  | 1748  | 1303  | 1014  | 1015  | 1033  | 1072  | 1067  | 1151  | 1295  | 1353  | 1325  |
|                 | 1857. | 1869. | 1880. | 1890. | 1900. | 1910. | 1921. | 1931. | 1948. | 1953. | 1961. | 1971. | 1981. | 1991. | 2001. | 2011. | 2021. |